# یژرنگا
یژرنگا (به لاتین: Jeziernia) یک روستا در لهستان است که در گمینا توماشوف لوبلسکی واقع شده‌است. یژرنگا ۹۸۰ نفر جمعیت دارد.